# Future-Drama
Future-Drama, titulado Futur-Drama en España y Futudrama en Hispanoamérica, es el decimoquinto episodio de la decimosexta temporada de la serie de televisión animada Los Simpson, emitido originalmente el 17 de abril de 2005. El episodio fue escrito por Matt Selman y dirigido por Mike B. Anderson. Es el tercer episodio de seis que tratan sobre el futuro (junto con Lisa's Wedding, Bart to the Future, Holidays of Future Passed, Days of Future Future y Barthood), en esta ocasión Bart y Lisa exploran como sería su vida al graduarse de secundaria. El título del episodio hace referencia a la serie Futurama, creada también por Matt Groening; también aparece el personaje de la serie Bender.

## Sinopsis
Bart y Lisa discuten por la calle sobre quién les gusta a cada uno. Acaban rodando por el suelo mientras pelean, y entran por accidente en la casa del Profesor Frink. Este los estaba esperando y les explica que gracias a la Astrología ha logrado crear una máquina con la cual observar el futuro, y les invita a ver el suyo como adolescentes.
Ocho años en el futuro contando desde el martes, ambos se preparan para su graduación; Lisa lo hace dos años adelantada a su curso. Homer y Marge están separados, mientras que Bart está saliendo con una chica llamada Jenda, y Lisa a su vez con Milhouse, quien había salvado a Lisa de un incendio que él mismo provocó cuando ella tenía 12 años. La noche del día de la fiesta de graduación, Bart pide a Jenda que se case con él, pero esta lo rechaza. Lisa también rompe con Milhouse.
Bart acude a la casa subacuática de su padre para que le de consejo. Homer decide salir a ligar con su hijo al bar de Moe, pero tan solo se encuentran con Edna Krabappel y la Señorita Hoover. Poco después, Bart comienza a trabajar en el Badulaque, para convertirse en un hombre de provecho y recuperar su relación con Jenda. Apu le manda a hacer una entrega al Señor Burns, a quien encuentra atado y amordazado. Bart le libera y posteriormente le salva de Snake. Burns le recompensa ofreciéndole la beca para estudiar en la Universidad de Yale, beca destinada en un principio a su hermana. Bart la acepta y logra volver con Jenda, con el consecuente enfado de su hermana por haberle destrozado la vida. 
Tras su graduación, Jenda y Bart caminan por la calle cuando se encuentran con la casa del Profesor Frink. Entran en ella y Bart utiliza la máquina de Astrología para ver el futuro de su hermana, consistente en una vida casada con Milhouse, quien tiene que donar sus órganos para pagar las facturas. Bart decide solucionar cuanto antes la situación de su hermana, pero Jenda busca tener relaciones sexuales con él esa noche, y si se niega, le dejará para siempre. Finalmente Bart decide ayudar a su hermana y le da a ella la beca de nuevo, afirmando que ya encontrará a la mujer de su vida.
De vuelta al presente, el Profesor Frink afirma que Bart encontrará a esa chica ideal a los 83 años, un minuto antes de morir. Los tres observan en la máquina cómo Homer y Marge se reconcilian finalmente en el futuro.